# Beočin
Beočin (Servisch: Беочин; Hongaars: Belcsény) is een gemeente in het Servische district Zuid-Bačka.
Beočin telt 16.086 inwoners (2002). De oppervlakte bedraagt 186 km², de bevolkingsdichtheid is 86,5 inwoners per km².
Naast de hoofdplaats Beočin omvat de gemeente de plaatsen Banoštor, Grabovo, Lug, Rakovac, Sviloš, Susek en Čerević.